# Cordatge (tennis)

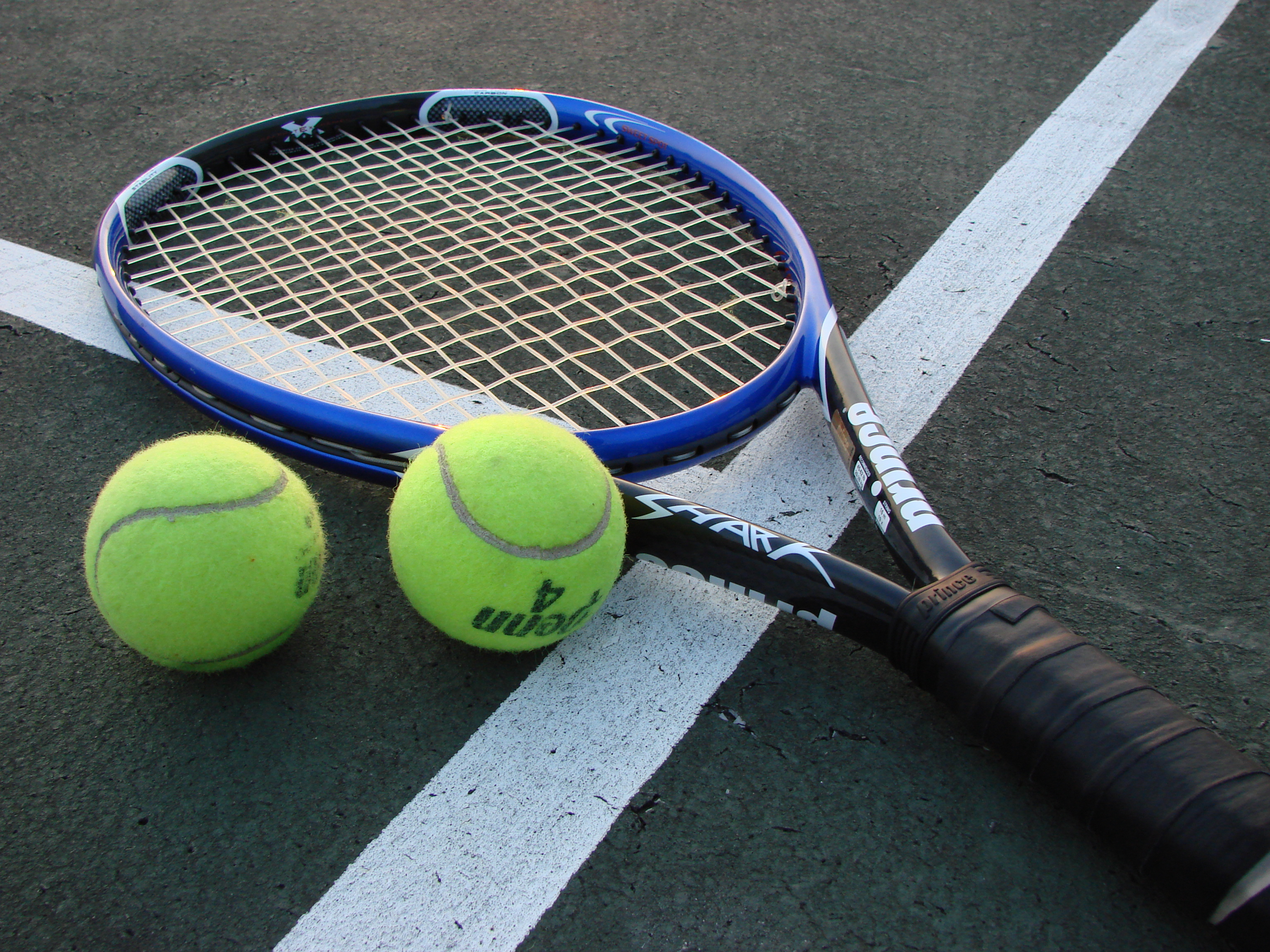
Cordatge de les raquetes de tenis

El cordatge d'una raqueta de tennis és molt important per al rendiment del jugador i com respon la raqueta. Hi ha moltes opcions i saber sobre elles ajuda els jugadors a ajustar la seva raqueta segons el seu estil de joc i preferències.
El cordatge de la raqueta és com el seu ADN que repercuteix en com es comporta. Algunes coses importants que has de saber sobre el cordatge de les raquetes de tennis:

## Tipus
- Multifilament: Ofereix una sensació més suau i una excel·lent absorció dels impactes. Ideal per a jugadors que busquen comoditat.
- Monofilament: Més durador i ofereix un millor control, però pot ser més rígid. Adequat per a jugadors que busquen més control.

## Tensió
- Tensió elevada: Més control, menys potència, però pot ser més dur per als braços.
- Tensió baixa: Més potència, menys control, però més còmode.

## Patró
- Patró obert: Més agafada d'efecte, però menys control.
- Patró tancat: Més control, però menys agafada d'efecte

## Gruix
- Cordatge fu: Més agafada d'efecte, però menys durabilitat.
- Cordatge gruixut: Més durabilitat, però menys agafada d'efecte.

## Preferències personals
- Sensibilitat al braç: Els jugadors sensibles poden preferir un cordatge més flexible.
- Estil de joc: Els jugadors agressius poden preferir un cordatge que ofereixi més control.

## Freqüència
- Freqüentment: Els jugadors que juguen regularment poden necessitar cordatges més duradors.
- Ocasionalment: Els jugadors ocasionals poden optar per cordatges que ofereixen més rendiment, fins i tot si són menys duradors.